# Гильманов, Марат Газимович
Марат Газимович Гильманов (1 сентября 1964 — 1 сентября 2011) — советский и российский, хоккеист, защитник, тренер. Мастер спорта России.

## Биография
Воспитанник спортивного клуба «Южный Урал» Орск, дебютировал за команду в сезоне 1981/82 второй лиги, проведя один матч. В сезонах 1984/85 — 1985/86 — в составе СКА Хабаровск проходил армейскую службу. После трёх сезонов, проведённых в Орске, вернулся в Хабаровск, где выступал восемь сезонов, периодически играл с капитанской повязкой. Завершал карьеру в команде «Носта — Южный Урал» (1997/98 — 1999/2000). Работал в команде исполняющим обязанности главного тренера (2000/01), главным тренером (2001/02, 2002/03), тренером (2002). Главный тренер команд «Южный Урал-2» (2003/04 — 2005/06) и «Металлург» Медногорск (2007/08 — 2010/11). Окончил Высшую школу тренеров. Играл в чемпионате Оренбургской области.
Скончался 1 сентября 2011 года, в день своего 47-летия.
В Медногорске стал проводиться детский турнир по хоккею памяти Марата Гильманова.